# Komedi i Hägerskog (film)
Komedi i Hägerskog är en svensk svartvit film från 1968 med regi och manus av Torgny Anderberg. I rollerna ses bland andra Anita Björk, Monica Nordquist och Erik Hell.

## Om filmen
Förlaga var Artur Lundkvists roman Komedi i Hägerskog (1959), vilken var hans tredje bok att filmatiseras. Romanen omarbetades till filmmanus av Anderberg som även var producent tillsammans med Lennart Berns. Filmen spelades in i Omegafilms studio samt i Braås norr om Växjö med Åke Dahlqvist som fotograf och Ingemar Ejve klippte sedan ihop filmen. Filmen premiärvisades den 25 november 1968 på ett flertal biografer runt om i Sverige. Den var 100 minuter lång och tillåten från 15 år.

## Handling
Filmen kretsar kring en socialbyrå i en mindre svensk stad.

## Rollista
- Anita Björk – Narcissa, socialarbetare
- Monica Nordquist – Elina, socialarbetare
- Erik Hell	– Väg-Larsen
- Tor Isedal – Lind, ordförande på socialbyrån
- Ulf Brunnberg – Dag Asping
- Emy Storm	– Beda Malm
- Bente Dessau – Margret
- Kerstin Larsson – Viola Malm
- Åke Fridell – Gunnarsson, dagsverkare
- John Elfström – Enok Axell, missionär
- Lissi Alandh – Sandra
- Bertil Norström – Malm, handelsman
- Öllegård Wellton – fru Tekla Lind
- Lil Terselius – Sara, servitris
- Per-Axel Arosenius – Ernfridsson, pastor